# Micael Bydén
Per Micael Bydén, född 13 juni 1964 i Gnarps församling i Gävleborgs län, är en svensk officer som 2015–2024 var överbefälhavare för Försvarsmakten.

## Biografi
Micael Bydén föddes i Röde i Gnarp som ende son och mellersta barnet av tre till Per Erik Alvar och Gun Elisabet Bydén.
Han blev fänrik i marinen 1985, löjtnant i flygvapnet 1991, kapten 1992, major 1996, överstelöjtnant 2001, överste 2006, brigadgeneral 2009, generalmajor 2012 och general 2015. 
Bydén gjorde värnplikt 1982 på Älvsborgs kustartilleriregemente (KA 4) i Göteborg, och blev 1985 officer vid Kustartilleriet efter genomgången Kustartilleriets och Marinens officershögskola. Sedan han året därefter fullgjort Flygvapnets grundläggande flygutbildning, med flygförarexamen från hösten 1987, var han åren 1989–1997 stridspilot på S 37 Viggen vid Norrbottens flygflottilj (F 21). Han genomgick 1997–1999 Försvarshögskolans chefskurs, var 1999–2002 flygattaché i Washington, D.C. för att 2003 utnämnas till chef för Flygvapnets flygskola.
Åren 2005–2008 var Bydén ställföreträdande chef och 2008–2009 chef för helikopterflottiljen. År 2009 utnämndes Bydén till chef för flygvapenavdelningen vid högkvarterets produktionsledning. Han var 2011 stabschef för ett regionalt kommando inom International Security Assistance Force (ISAF) i Afghanistan, och återkom till Sverige som flygvapeninspektör och flygtaktisk chef, senare namnändrat till flygvapenchef 2014.
Han tillträdde som överbefälhavare efter Sverker Göranson den 1 oktober 2015 och utnämndes då till general. Den 1 april 2021 beslutade och tillkännagav regeringen att man förlängde Bydéns förordnande som överbefälhavare från den 1 oktober 2021 till 30 september 2024. Michael Claesson övertog ämbetet den 1 oktober 2024.
Bydén invaldes 2016 som ledamot av Kungliga Krigsvetenskapsakademien.

### Privatliv
Micael Bydén var mellan 1999 och 2022 gift med Anita Carlman. Tillsammans har de tre barn. 2024 förlovade han sig med polisen och kriminalförfattaren Linda Staaf.

### Kontroverser
I januari 2024 fick Bydén skarp kritik efter att han och partnern Linda Staaf startat ett konsultbolag inom strategisk omvärldsanalys, trots att hans förordnande som överbefälhavare löper ut först i september 2024. Bydén kritiserades för ”uselt omdöme” av bland andra Dagens Nyheters Amanda Sokolnicki för att han bildat bolaget i ett anmärkningsvärt olämpligt läge. Arbetsrättsexperten Tommy Iseskog kallade skadan på Bydéns trovärdighet ”irreparabel” och menade att det vore rimligt att avgå.

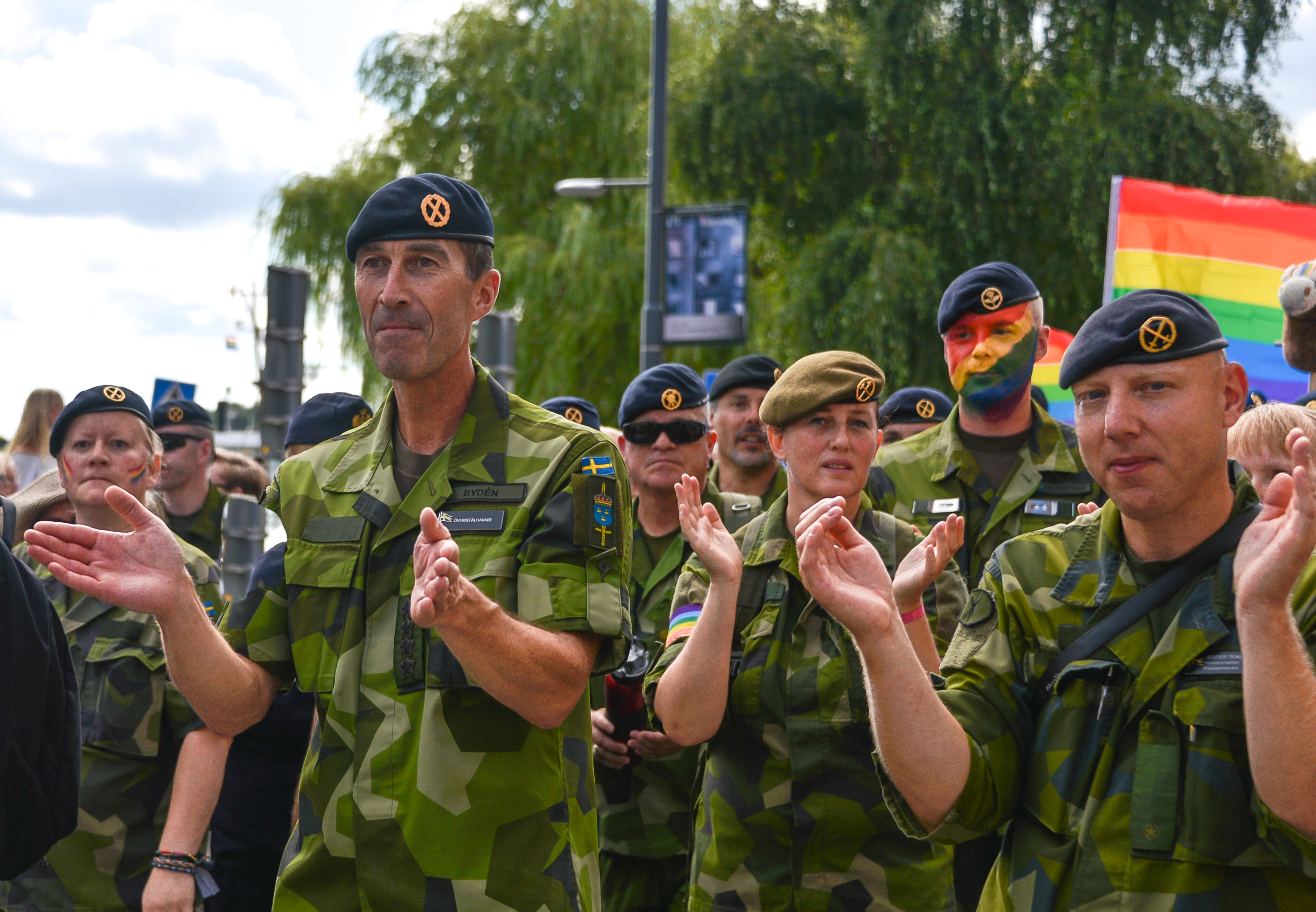
Micael Bydén i Prideparaden under Stockholm Pride 2018.

## Utmärkelser

### Svenska utmärkelser
- För nit och redlighet i rikets tjänst (GMnor)
- Försvarsmaktens värnpliktsmedalj (FMvplSM)
- Försvarsmaktens belöningsmedalj för internationella insatser (FMintbGM/SM)
- Frivilliga motorcykelkårernas riksförbunds förtjänstmedalj i guld (FMCKGM/SM)
- Hemvärnets förtjänstmedalj i guld (HvGM)
- Flygvapenföreningarnas Riksförbunds förtjänstmedalj i guld (FVRFGM)
- Helikopterflottiljens förtjänstmedalj i guld (HkpfljGM)
- Flygvapenföreningarnas Riksförbunds förtjänsttecken (FVRFGFt)
- Hemvärnets silvermedalj (HvSM)
- Förbundet Sveriges Reservofficerares förtjänsttecken i silver

### Utländska utmärkelser
- Storofficer av Brasiliens flygvapens aeronautiska förtjänstorden, 22 oktober 2014[13]
- Kommendör av Norska förtjänstorden med stjärna, 3 november 2015[14]
- Storkorset av Finlands Lejons orden, 25 september 2020;[15] utdelad i november 2020[16]
- Hederskorset av Bundeswehrs hederstecken i silver[17]
- Officer av Legion of Merit[17]
- Kommendör av Hederslegionen[källa behövs]
- Medalj för högtidlighållande av 100-årsjubileet av återupprättandet av Litauens väpnade styrkor
- Natos ISAF-medalj[17]